# Iwan Popow (szachista)
Iwan Władimirowicz Popow, ros. Иван Владимирович Попов (ur. 20 marca 1990 w Rostowie nad Donem) – rosyjski szachista, arcymistrz od 2007 roku.

## Kariera szachowa
Sukcesy szachowe zaczął odnosić w bardzo młodym wieku, w 1999 r. reprezentował Rosję na rozegranych w Litochoronie mistrzostwach Europy juniorów do lat 10, gdzie podzielił VI miejsce.
Pierwsze sukcesy na arenie międzynarodowej zaczął odnosić w 2004 r., dwukrotnie zdobywając normy arcymistrzowskie w kołowych turniejach w Moskwie. W 2005 r. podzielił I m. w Satce, natomiast w 2006 r. wypełnił w Mińsku trzecią normę na tytuł arcymistrza. Do innych jego sukcesów należą:
- I m. w turnieju młodych mistrzów w Kiriszi (2006, przed m.in. Janem Niepomniaszczijem i Fabiano Caruaną),
- dz. II m. w Woroneżu (2006, za Denisem Chismatullinem, wspólnie z m.in. Konstantinem Czernyszowem, Andriejem Zontachem i Jurijem Jakowiczem),
- dz. II m. we Lwowie (2006, za Wjaczesławem Zacharcowem, wspólnie z Jurijem Wowkiem),
- dz. I m. w Sierpuchowie (2007, wspólnie z Władimirem Romanienko),
- I m. w mistrzostwach Rosji juniorów do lat 20 w Sankt Petersburgu (2007),
- I m. w mistrzostwach świata juniorów do lat 18 w Kemerze (2007),
- II m. w mistrzostwach świata juniorów do lat 20 w Erywaniu (2007, za Ahmedem Adlym),
- I m. we Włodzimierzu nad Klaźmą (2007),
- dz. I m. w Ćennaju (2015, wspólnie z m.in. Eldarem Hasanowem i Maratem Dżumajewem)[2].

Najwyższy ranking w dotychczasowej karierze osiągnął 1 września 2013 r., z wynikiem 2656 punktów zajmował wówczas 96. miejsce na światowej liście FIDE, jednocześnie zajmując 22.. miejsce wśród rosyjskich szachistów.